# Roberto De Francesco
Roberto De Francesco (Caserta, 2 marzo 1964) è un attore italiano.

## Biografia
La sua prima formazione attoriale avviene presso il Teatro Studio di Caserta di Toni Servillo e in seguito frequenta il Centro sperimentale di cinematografia. Interprete versatile, attivo a teatro, nel cinema e in televisione, ha esperienza anche come autore e regista di cortometraggi.

## Filmografia

### Cinema
- Il grande Blek, regia di Giuseppe Piccioni (1987)
- Nulla ci può fermare, regia di Antonello Grimaldi (1988)
- Bankomatt, regia di Villi Hermann (1988)
- Visioni private, regia di Ninni Bruschetta e Francesco Calogero (1990)
- Evelina e i suoi figli, regia di Livia Giampalmo (1990)
- Tracce di vita amorosa, regia di Peter Del Monte (1990)
- Una fredda mattina di maggio, regia di Vittorio Sindoni (1990)
- Il portaborse, regia di Daniele Luchetti (1991)
- Ladri di futuro, regia di Enzo Decaro (1991)
- Morte di un matematico napoletano, regia di Mario Martone (1992)
- Nessuno, regia di Francesco Calogero (1992)
- Nulla ci può fermare, regia di Antonello Grimaldi (1992)
- Lettera da Parigi, regia di Ugo Fabrizio Giordani (1992)
- L'amico (1994)
- Piccoli orrori, regia di Tonino De Bernardi (1994)
- Il verificatore, regia di Stefano Incerti (1995)
- La seconda volta, regia di Mimmo Calopresti (1995)
- L'estate di Bobby Charlton, regia di Massimo Guglielmi (1995)
- Hotel Paura, regia di Renato De Maria (1996)
- Il cielo è sempre più blu, regia di Antonello Grimaldi (1996)
- Cinque giorni di tempesta, regia di Francesco Calogero (1997)
- La parola amore esiste, regia di Mimmo Calopresti (1998)
- Teatro di guerra, regia di Mario Martone (1998)
- Appassionate, regia di Tonino De Bernardi (1999)
- La stanza del figlio, regia di Nanni Moretti (2001)
- L'uomo in più, regia di Paolo Sorrentino (2001)
- Nemmeno in un sogno, regia di Mimmo Calopresti (2002)
- E io ti seguo, regia di Maurizio Fiume (2003)
- L'inquilino di via Nikoladze, regia di Massimo Guglielmi (2005)
- Basta un niente, regia di Ivan Polidoro (2006)
- Lascia perdere, Johnny!, regia di Fabrizio Bentivoglio (2007)
- Piano, solo, regia di Riccardo Milani (2007)
- Noi credevamo, regia di Mario Martone (2010)
- Se sei così ti dico sì, regia di Eugenio Cappuccio (2011)
- Habemus Papam, regia di Nanni Moretti (2011)
- Il venditore di medicine, regia di Antonio Morabito (2013)
- Miele, regia di Valeria Golino (2013)
- Neve, regia di Stefano Incerti (2014)
- Le ultime cose, regia di Irene Dionisio (2016)
- Mamma o papà?, regia di Riccardo Milani (2017)
- Il colore nascosto delle cose, regia di Silvio Soldini (2017)
- Loro, regia di Paolo Sorrentino (2018)
- Capri-Revolution, regia di Mario Martone (2018) - cameo
- Il sindaco del rione Sanità, regia di Mario Martone (2019)
- Hammamet, regia di Gianni Amelio (2020)
- Qui rido io, regia di Mario Martone (2021)
- Tre piani, regia di Nanni Moretti (2021)
- Ariaferma, regia di Leonardo Di Costanzo (2021)
- È stata la mano di Dio, regia di Paolo Sorrentino (2021)
- Il silenzio grande, regia di Alessandro Gassmann (2021)
- Volare, regia di Margherita Buy (2023)
- Glory Hole, regia di Romano Montesarchio (2024)
- Iddu - L'ultimo padrino,  regia di Fabio Grassadonia e Antonio Piazza (2024)
- L'orto americano, regia di Pupi Avati (2024)
- Il complottista, regia di Valerio Ferrara (2024)
- Nero, regia di Giovanni Esposito (2024)

### Televisione
- La bugiarda (1989)
- Una fredda mattina di maggio, regia di Vittorio Sindoni (1990)
- La vita che verrà – miniserie TV (1999)
- Distretto di Polizia, regia Renato De Maria – serie TV, episodio 1x02 (2000)
- La omicidi, regia di Riccardo Milani (2004)
- Sabato, domenica e lunedì, regia di Toni Servillo (2004)
- Cefalonia - miniserie TV (2005)
- Assunta Spina, regia di Riccardo Milani - miniserie TV (2006)
- Rebecca la prima moglie, regia di Riccardo Milani - miniserie TV (2008)
- Tutti pazzi per amore - serie TV (2008)
- Volare - La grande storia di Domenico Modugno, regia di Riccardo Milani (2013)
- Romanzo siciliano, regia di Lucio Pellegrini - miniserie TV, episodio 1 (2016)
- Di padre in figlia, regia di Riccardo Milani - miniserie TV (2017)
- Non uccidere, regia di Lorenzo Sportiello - serie TV, episodio 2x18 (2018)
- Il miracolo – serie TV, episodio 1x04 (2018)
- 1994, regia di Giuseppe Gagliardi - serie TV, episodio 3x01 (2019)
- Luna Nera, regia di Francesca Comencini, Susanna Nicchiarelli e Paola Randi - miniserie Netflix (2020)
- Tutto per mio figlio, regia di Umberto Marino - film TV (2022)
- Le indagini di Lolita Lobosco - seconda stagione, regia di Luca Miniero - serie TV, episodio 1x02 (2023)
- Il nostro generale, regia di Lucio Pellegrini e Andrea Jublin – serie TV (2023)
- M. Il figlio del secolo, regia di Joe Wright – miniserie TV, puntate 2-4 (2025)
- Mica è colpa mia, regia di Umberto Carteni – film TV (2025)

## Curiosità
- Con Andrea Renzi ha realizzato dall'opera di Gogol la piece teatrale Diario di un pazzo andata in scena a Napoli nel Teatro Mercadante nel mese di febbraio 2011.